# NGC 238
NGC 238 je galaksija u zviježđu Feniks.

## Vanjske poveznice
- SEDS: NGC 0238